# Jenikale

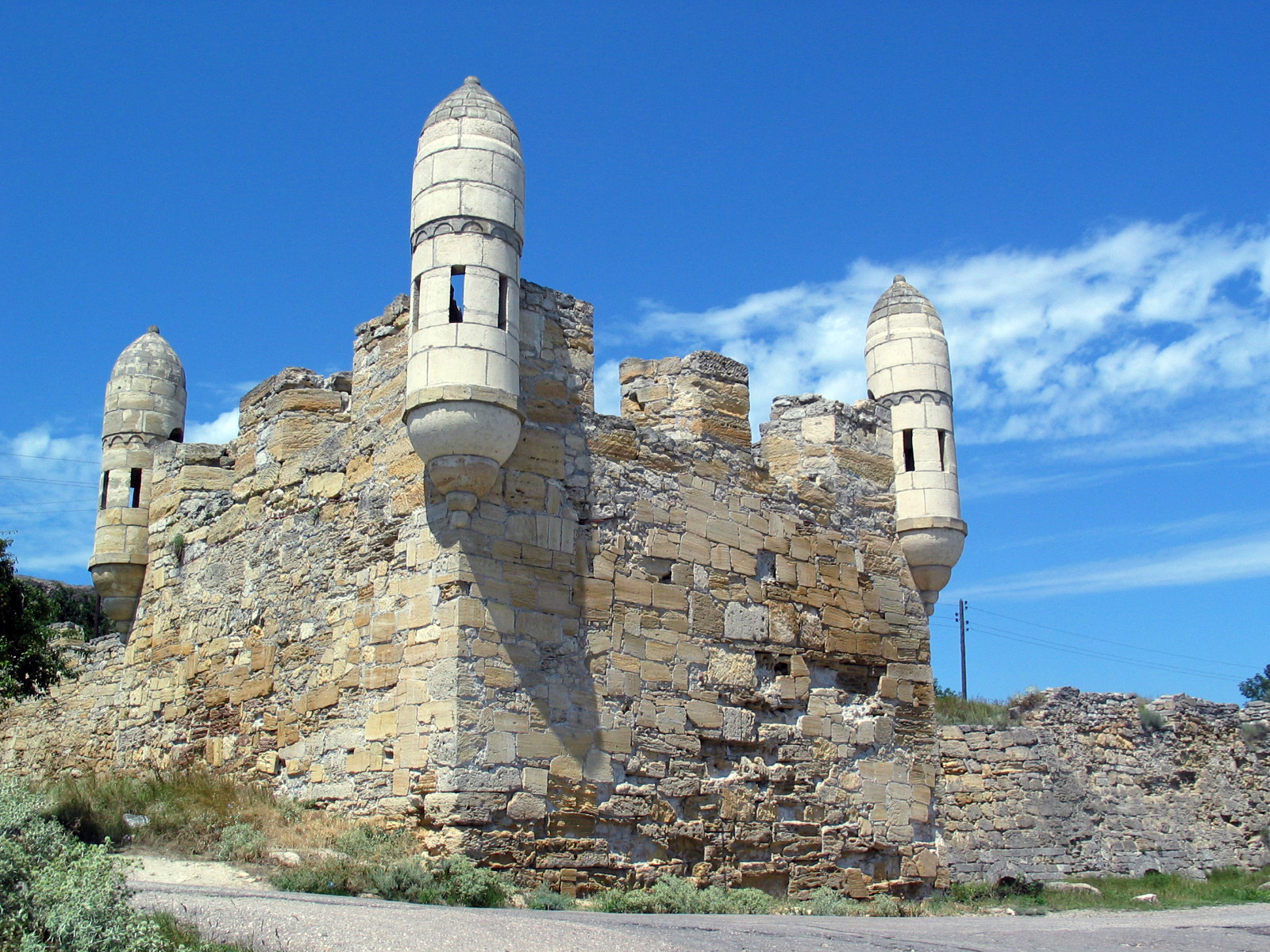
Zuidwestelijke toren

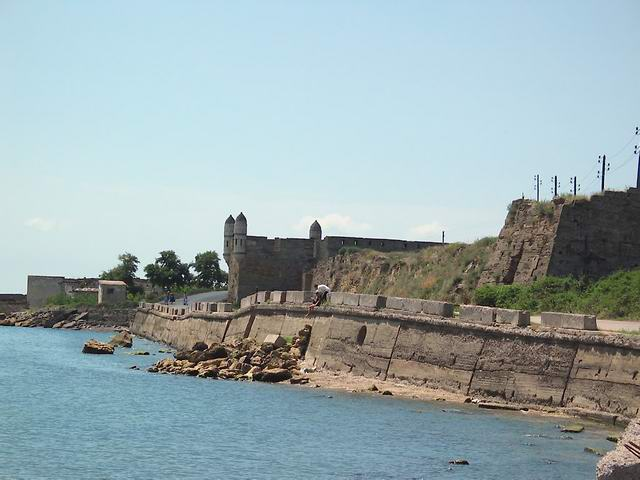
Oostzijde

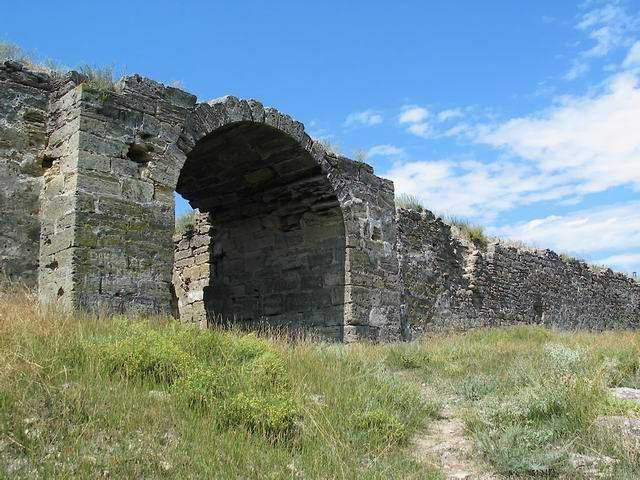
Noordmuur

Jenikale (Oekraïens: Єнікале, Russisch: Еникале; [Jenikale]) of Jeni-Kale (Russisch: Ени-Кале; [Jeni-Kale]; Turks voor "nieuw fort"; kale is afgeleid van het Arabische 'qala'; "fort") is een fort in het noordoostelijk deel van de Oekraïense stad Kertsj, dat werd gebouwd door het Krimkanaat tussen 1699 en 1706 tegen het Russische Rijk.

## Bouw
Het fort werd gebouwd onder leiding van de Italiaan Goloppo, die zich tot de islam had bekeerd. Bij de bouw waren ook een aantal Franse ingenieurs betrokken.
Jenikale werd bewapend met zware kanonnen en was strategisch gesitueerd op de kust van de Straat van Kertsj tussen de Zee van Azov en de Zwarte Zee. Het fort had de vorm van een onregelmatige vijfhoek, besloeg een oppervlakte van 25.000 m² en was verdeeld over meerdere lagen, als gevolg van het scherpe reliëf van de ondergrond. Op de vijf uithoeken bevonden zich bastions, die bestand waren tegen een lange belegering en zwaar artillerievuur. Doordat de bastions een eind uitstaken over de muur, hadden de verdedigers in deze bastions een groter schietveld en konden belegeraars bij de muren van bovenaf bestoken. Als een extra verdediging werd het fort aan drie zijden (alleen de kustzijde niet) omringd door een gracht.
In het fort bevonden zich twee kruitmagazijnen, een arsenaal, waterbekken, woonverblijven, de residentie van de Turkse pasja, een badhuis en een moskee. In het fort waren ongeveer 300 Krim-Tataarse en 800 Turkse soldaten gelegerd. De schaarste van drinkwater in de omgeving vormde een probleem voor het fort. Om die reden werd er een ondergrondse waterpijp aangelegd, die water vanaf kilometers ver aanvoerde naar het fort.

## Geschiedenis
In de zomer van 1771 veroverde het Russische leger de Krim tijdens de Vierde Russisch-Turkse Oorlog. De Turken evacueerden het fort daarop. Bij het Vredesverdrag van Küçük Kaynarca in 1774 moesten de stad Kertsj en het fort Jenikale worden overgedragen aan de Russen. Aan het einde van de 18e eeuw verloor het fort echter haar militaire betekenis. De Russen bouwden daarop in 1835 een militair ziekenhuis in het fort. Tijdens de Krimoorlog werd het fort gerepareerd en werd het versterkt met enkele kustbatterijen. Op 12 mei 1855 raakte het fort in de strijd betrokken door een Engels eskader dat de Straat van Kertsj binnenvoer. De kanonnen hadden echter een te klein schootsbereik, waarop de Russische commandant opdracht gaf om de geschutstukken vast te nagelen, de kruitkamers op te blazen en het fort te verlaten. In 1880 werd het militaire ziekenhuis opgeheven en werd het fort definitief verlaten. Het fort raakte daarop langzaam in verval.
In de tweede helft van de 20e eeuw zagen de autoriteiten echter weer de waarde van het fort en werd het hersteld en tot beschermd architectonisch monument verklaard. Tegenwoordig is het een van de toeristische bezienswaardigheden van de Krim.
Een van de districten rond Kertsj is naar het fort vernoemd.